# سوپرنچرال (فصل ۱۵)
فصل ۱۵ و پایانی مجموعهٔ تلویزیونی سوپرنچرال به کارگردانی اریک کریپک، در ۱۰ اکتبر ۲۰۱۹ از شبکه سی‌دابلیو به روی آنتن رفت.
این فصل شامل ۲۰ قسمت + ۱ قسمت صحبت با عوامل است و پنجشنبه‌ها ساعت ۸ شب پخش می‌شد اما از قسمت ۱۱ به بعد این سریال روز پخش این به دوشنبه‌ها تغییر پیدا کرد و بعد از پخش ۱۳ قسمت از این فصل در شبکه cw پخش قسمت‌های بعدی به علت کرونا متوقف شده‌است. و در پاییز امسال باقی قسمت‌ها پخش شد و این سریال بعد از ۱۵ فصل از سال ۲۰۰۵ به پایان رسید.
در قسمت آخر این فصل که مربوط به دنیای بعد از چاک است، تقریباً تمام دوستان دین و سم کشته شده‌اند و سم و دین حالا با آرامش زندگی میکنند. اما در یکی از شکارها...

## بازیگران
- جرد پادالکی در نقش سم وینچستر
- جنسن اکلس در نقش دین وینچستر
- الکساندر کالورت در نقش Belphegor
- میشا کالینز در نقش کستیل
- راب بندیکت درنقش چاک شرلی / خدا